# Sicarius hahni
Sicarius hahni is een spin uit de familie vioolspinnen (Sicariidae). 
De spin wordt 8 tot 15 mm groot, met een pootspanwijdte tot 50 mm. De soort leeft in zanderige woestijnen in Zuid-Afrika. Door de houding en afgeplatte benen wordt het dier ook wel als krabspin aangeduid, hoewel dit taxonomisch gezien een compleet andere familie spinnen is.
S. hahni begraaft zich in het zand en wacht dan tot een prooi in een hinderlaag langsloopt. Met wetenschappelijk onderzoek is aangetoond dat het gif van deze spin dodelijk is. De proefkonijnen die met het gif werden geïntoxiceerd, stierven binnen de 5 tot 12 uur.